# Gerard Carel Coenraad Vatebender
Gerrit Carel Coenraad Vatebender (Hasselt, 23 augustus 1758 - Den Haag, 31 januari 1822) was dichter, rector, pedagoog en onderwijsvernieuwer.

## Leven en werk
Vatebender was zoon van Jan Christiaan Vatebender en Maria Reitz. Hij studeerde letteren en humaniora in Harderwijk en theologie in Leiden, maar behaalde geen graad. In 1776 werd hij aangesteld bij de Latijnse school in Haarlem. In 1779 werd hij conrector en in 1784 rector van de Latijnse School in Gouda.
Vatebender was tevens redacteur van de Goudse Courant. Hij was lid van de Goudse rederijkerskamer de Goudsbloem net als zijn aanstaande schoonvader, burgemeester Jan Jacob Slicher. Hij trouwde  in 1796 in Den Haag met diens dochter Louise Elisabeth Wilhelmina. Andere leden van de Goudse rederijkerskamer waren de archivaris Hendrik van Wijn, de dichteres Petronella Moens, Jan Couperus, Jan Verveer, Gerrit Brender à Brandis, Abraham en Jan Jacob Vereul.
In 1793 won Vatebender een prijs op het gebied van onderwijshervorming uitgeschreven door het Provinciaal Utrechts Genootschap van Kunsten en Wetenschappen. Hij was voorstander van het scheppen van gelijke kansen voor iedereen en voor het voortzetten van de basisvorming na de lagere school. Hij was voorstander van nationaal onderwijs door middel van opvoedingsinstituten.
Vatebender leidde in januari 1795 de eerste vergadering van de municipaliteit, het voormalige stadsbestuur van Gouda. Na de overname van de macht door de patriotten moest er een nieuw bestuur gekozen worden. Vatebender werd zelf gekozen tot provisioneel president van de Goudse municipaliteit. In datzelfde jaar werd hij commies bij de opvolger van de Admiraliteit, het Comité tot de zaken van Marine in Den Haag. Hij verhuisde - tot verdriet van de curatoren van de Latijnse School - naar Den Haag. De curatoren probeerden hem voor Gouda te behouden. Ondanks dat hun pogingen vruchteloos waren gaven zijn hem ƒ 250 als "vertrekpremie". In 1796 werd hij vertaler uit het Frans en Latijn. In dat jaar maakte hij deel uit van de Eerste Nationale Vergadering als plaatsvervanger van Jan Couperus In 1804 werd hij hoofdcommies op het postkantoor van Den Haag en krijgsagent van de hertog van Saxen-Gotha.
Vatebender overleed in januari 1822 op 63-jarige leeftijd in zijn woonplaats Den Haag.